# Papyrus Oxyrhynchus 293
Le Papyrus Oxyrhynchus 293 (P. Oxy. 293 ou P. Oxy. II 293 = HGV P.Oxy. 2 293 = Trismegistos 20564 = columbia.apis.p346) est un fragment d’une lettre en grec qu'un certain Dyonisios écrit à sa sœur Didyme. Il a été découvert à Oxyrhynchus en Égypte. Le manuscrit a été écrit sur une feuille en papyrus. Le fragment retrouvé mesure 230 x 127 mm. Il porte une date équivalente au 15 novembre 27. Dans sa lettre, Dionysius demandait des vêtements à sa sœur ,.
Ce papyrus a été découvert par Bernard Pyne Grenfell et Arthur Surridge Hunt en 1897 à Oxyrhynchus. Ils ont publié le texte deux ans après. Il se trouve actuellement dans la bibliothèque de l'Université Columbia (responsable des collections spéciales) à New York.